# アガルタ (漫画)
『アガルタ』は、松本嵩春による日本の漫画作品。
災害により荒廃し砂で覆われた未来の地球を舞台に、少年ジュジュと謎の少女RAEL（レエル）を中心とした物語を描く。
『ウルトラジャンプ』（集英社）で連載されていたが、休載が多く、コミックスの刊行ペースも非常に遅かった。2009年1月号の掲載以降は再開時期不明のまま長期休載を続け、集英社での単行本は9巻で中断している。
2016年9月、ワニブックスより「完全版」刊行を開始した。全11巻予定で、未完部分の描き下ろしや単行本未掲載原稿も収録された。
2017年3月25日、同社より10巻と11巻が同時刊行され、連載開始20年目で物語は完結した。